# Benjamin Bailly
Benjamin Bailly (ur. 22 maja 1990 roku w Liège) – belgijski kierowca wyścigowy.

## Kariera
Bailly rozpoczął karierę w jednomiejscowych samochodach wyścigowych w 2008 roku w Formule Renault 2.0 WEC. Wystartował w niej jednak gościnnie. Rok później w Akademii Formuły Euro Series Belg wygrał 6 wyścigów i z dorobkiem 162 punktów ukończył sezon z tytułem mistrzowskim. W 2010 roku Bailly był 7 w Formule 2. W 2011 roku Benjamin najlepiej spisał się w 24 - godzinnym wyścigu w Barcelonie - był tam trzeci. W 2012 roku Belg pojawił się już na starcie Alpejskiej Formuły Renault 2.0, wystartował tam gościnnie. W tym samym sezonie w Radical European Masters w klasie masters z dorobkiem 3 punktów był 24.
Na sezon 2013 Bailly podpisał kontrakt z ekipą RC Formula na starty w Europejskim Pucharze Formuły Renault 2.0. W żadnym z wyścigów jednak nie punktował. Został sklasyfikowany na 28 pozycji w klasyfikacji generalnej.

## Statystyki
| Sezon | Seria                                             | Zespół                | Wyścigi | Zwycięstwa | PP | NO | Podium | Punkty | Pozycja |
| ----- | ------------------------------------------------- | --------------------- | ------- | ---------- | -- | -- | ------ | ------ | ------- |
| 2008  | Formuła Renault 2.0 WEC                           | Boutsen Energy Racing | 2       | 0          | 0  | 0  | 0      | 0      | NS      |
| 2009  | Akademia Formuły Euro Series                      | Signatech             | 14      | 6          | 3  | 4  | 11     | 162    | 1       |
| 2010  | 2010                                              | Motorsport Vision     | 18      | 1          | 1  | 0  | 3      | 130    | 7       |
| 2011  | 24 Hours of Barcelona                             | VDS Racing Adventures | 1       | 0          | 0  | 0  | 0      | N/A    | 13      |
| 2011  | 24 Hours of Barcelona - Class SP2                 | VDS Racing Adventures | 1       | 0          | 0  | 0  | 0      | N/A    | 3       |
| 2011  | Blancpain Endurance Series - GT3 Gentlemen Trophy | VDS Racing Adventures |         |            |    |    |        | 8      | 21      |
| 2011  | Radical European Masters - Masters                | VDS Racing Adventures |         |            |    |    |        | 88     | 17      |
| 2012  | Radical European Masters - Masters                | Slim Racing           | 4       | 0          | 0  | 0  | 0      | 3      | 24      |
| 2012  | Alpejska Formuła Renault 2.0                      | RC Formula            | 2       | 0          | 0  | 0  | 0      | 0      | NS      |
| 2013  | Europejski Puchar Formuły Renault 2.0             | RC Formula            | 14      | 0          | 0  | 0  | 0      | 0      | 28      |